# 阿都拉二世 (霹靂蘇丹)
蘇丹阿卜杜拉·穆罕默德·沙二世（爪夷文：‎；1842年9月21日—1922年12月22日）是第26任霹靂蘇丹。陛下在位於1874年1月20日至1877年3月30日。陛下首先被任命為霹靂州幼王（Raja Di Hilir），宮殿設於安順，1865年任命爲霹靂州親王（Raja Muda）。

## 在位期間
1874年1月，總督安德魯·克拉克安排霹靂土酋與陛下達成和解，以化解當地糾紛及割讓天定（The Dindings，今屬部分曼絨縣）予聯合王國，而該協議規定陛下將放棄王位繼承權而獲得賠償金。
拉律戰爭 （Larut Wars，1861年-1874年）將結束時，參與及發起戰爭的華人礦工同意將和解並和平，並接受英國人入駐當地成爲仲裁者。克拉克總督説服當地的霹靂州州務大臣、宰相（Bendahari）、天猛公、及當地各土酋，齊於1874年簽署「《邦咯條約》」。
陛下及第一位霹靂州英國常駐官員J·W·W·伯奇關係十分緊張，他支持伊斯邁王（Raja Ismail，蘇丹阿都拉的對手），並稱陛下是個「明顯十分愚蠢...是個徹頭徹尾的膽小鬼」。伯奇向上級報告，伊斯邁王更適合任命爲蘇丹，因爲他在民間更得到廣汎認可。
新任總督威廉·傑魏斯認爲需要對馬來土邦進行更正式的控制，即在1875年10月做出決定，而只在「可能的情況下」徵求陛下的意見。
作爲一個迷信的人，陛下還曾舉行過一次降神會，以瞭解精靈（伊斯蘭教并未興起時馬來民間主要信仰萬物有靈及伊斯蘭教組合成的馬來民間信仰）是否會厭惡白人，及是否「掃清」白人。還有一次陛下還命令精靈幫助他擺脫伯奇及其他「淺色瞳孔的人」。